# Kambodzsa világörökségi helyszínei
Kambodzsa területéről eddig négy helyszín került fel a világörökségi listára, valamint hét további helyszín a javaslati listán várakozik a felvételre. 
| | Angkor |
| 1992 |        |
| Kulturális (I)(II)(III)(IV) |        |
| Védett terület: 40 100 ha, hivatkozás: 668 |        |
| Angkor Délkelet-Ázsia egyik legfontosabb régészeti lelőhelye. Az Angkor Régészeti Park 400 négyzetkilométeren terül el, a parkban látható, a 9. és a 15. század között emelt épületek romjai a Khmer Birodalom fővárosának maradványai. A birodalom ötszáz éven keresztül Délkelet-Ázsia legerősebb állama volt. A környéken összesen több mint száz szentély helyezkedik el. A khmer építészet az indiai szubkontinensen honos stílusból fejlődött ki, azonban hamarosan elkülönült tőle. A khmer fővárosok alapvető alkotóelemei a védősánc, egy árok, középen az állami főtemplom, egy fából épült palota és egy nagy nyitott víztározó. A főtemplom a király halála után annak síremléke lett, ezért az egymást követő uralkodók számára mindig új szentélyt építettek, ez magyarázza a területen elszórt szentélyek nagy számát. A királynak abszolút egyházi és világi hatalma volt, közvetőként lépett fel az emberek és az istenek között. A legfontosabb khmer emlékmű a 12. század elején épült Angkorvat, ami egy hatalmas elkerített területen fekszik. A 12. század végéről származik Angkorthom, ami az 54 tornyos Bajon-templomról híres. A legfontosabb épületek közé tartozik még a Praszat Kravan-, a Bantejszrei- és a Ta Prohm-templom. |        |

| | Preah Vihear-templom |
| 2008 |                      |
| Kulturális (I) |                      |
| Védett terület: 154,7 ha, puffer zóna: 2642,5 ha, hivatkozás: 1224 |                      |
| Preah Vihear Sivának szentelt temploma Kambodzsa és Thaiföld határán egy hegytetőn fekszik. A 11. században kezdték el építeni egy 9. századi remetelak helyén, a munkálatok egészen a 12. század közepéig, II. Szurjavarman uralkodásáig tartottak. A templomkomplexum számos szentélyből áll, amelyek egy tengely mentén helyezkednek el. Az egyes épületeket egy 800 méter hosszú, lépcsősorokkal tagolt gyalogút köti össze. Az évszázadok során az épületek egy része összeomlott, de a megmaradók viszonylag jó állapotban vannak. Az épületegyüttes magas művészi színvonalú kőfaragásairól, valamint fekvéséről híres. Domborművei és szobrai hindu mitológiai jeleneteket ábrázolnak. Miután a hinduizmus hanyatlásnak indult a térségben a buddhisták átalakították a templomot. Az 1970-es években a kambodzsai polgárháború idején összecsapások színhelye volt, ennek ellenére nem szenvedett komolyabb károsodást. A templom hovatartozása jelenleg is vita tárgya Kambodzsa és Thaiföld között, annak ellenére, hogy a Hágai Nemzetközi Bíróság 1962-ben Kambodzsának ítélte. |                      |

| | Sambor Prei Kuk templomkörzete |
| 2017 |                                |
| Kulturális (II)(III)(VI) |                                |
| Védett terület: 840 ha, puffer zóna: 2523,6 ha, hivatkozás: 1532 |                                |
| Sambor Prei Kuk régészeti helyszínét a kutatók Ishanapuraként azonosították, amely az Angkor előtti, a 6. század végén és a 7. század elején virágzó Csenla Királyság fővárosa volt. A település maradványai 25 négyzetkilométeres területet borítanak. A helyszínen a fallal körülvett várost és számos templomot tártak fel, ezek közül tíz templom alaprajza nyolcszögletű, ami egyedülálló Délkelet-Ázsiában. A homokkő épületelemek közül sokat egy jellegzetes stílusban díszítettek, ez az úgynevezett Sambor Prei Kuk stílus. A faragott oszlopok, timpanonok, szemöldökfák között igazi művészi alkotások is előfordulnak. Az itt kialakult építészeti és díszítőformák az egész régióban éreztették hatásukat és később kialakuló a khmer építészeti stílus előképeivé váltak. |                                |

| | Koh Ker |
| 2023 |         |
| Kulturális (II)(IV) |         |
| Védett terület: 1 187,61 ha, puffer zóna: 3 523,77 ha, hivatkozás: 1667 |         |
| Az Angkortól körülbelül 80 kilométerre északkeletre fekvő Koh Ker több részből álló régészeti lelőhelye számos templomot és szentélyt, valamint szobrokat, feliratokat, falfestményeket és egyéb régészeti maradványokat foglal magába. Huszonhárom év alatt épült fel, egyike volt a Khmer Birodalom két rivális fővárosának, i. sz. 928 és 944 között egyedüli főváros volt. A másik rivális főváros Angkor volt. Koh Kert IV. Dzsajavarman király alapította, a szent települést a világegyetemről alkotott ősi indiai elképzelések alapján tervezték meg és hozták létre. A nem megszokott várostervezési elemeket mutató településen egyéni művészi kifejezési módok is felismerhetőek, ezen kívül szokatlan építészeti technológiákat is alkalmaztak, például nagyméretű monolit kőtömböket is felhasználtak. Annak ellenére, hogy csak rövid ideig volt főváros újszerű építészeti megoldásai jelentős és hosszan tartó hatást gyakorolta a régió építészetére és várostervezési módszereire. |         |

## Elhelyezkedésük
| Angkor Preah Vihear-templom Sambor Prei Kuk templomkörzete Koh Ker |